# 治癒
治癒(치유)는 대한민국의 걸 그룹 러블리즈의 네 번째 미니 앨범이다. 2018년 4월 23일 발매되었다. 타이틀 곡은 '그날의 너'이다. 총 6곡이 수록되어 있다.

## 발매 과정
4월 6일, 러블리즈의 4월 23일 컴백이 확정되었다.
멤버 케이, 수정의 개인 티저가 4월 10일에, 미주, 예인의 개인 티저가 11일에, 지애와 JIN의 개인 티저가 12일에, 베이비소울과 지수의 개인 티저가 13일에 각각 공개되었다. 이어 17일 자정에는 완전체 티저가 공개되었다.
4월 18일, 20초 분량의 티저가 공개되었다. 이때 타이틀 곡의 제목이 공개되었다. 4월 19일, 트랙 리스트가 공개되었다. 4월 20일, 60초 분량의 '그날의 너' 뮤직비디오 티저가 공개되었다. 4월 21일, 전곡 프리뷰 영상이 공개되었다. 4월 23일 오후 6시, 음반이 공개되었다.

## 수록곡
| #            | 제목             | 작사                          | 작곡                  | 편곡  | 재생 시간 |
| ------------ | ---------------- | ----------------------------- | --------------------- | ----- | --------- |
| 1.           | 〈治癒〉 (치유)  |                               | SWEETUNE              | 0:55  |           |
| 2.           | 〈그날의 너〉    | SWEETUNE                      | SWEETUNE              | 3:14  |           |
| 3.           | 〈미묘미묘해〉   | 심은지, 변방의 킥소리, 김은수 | 심은지, 변방의 킥소리 | 3:02  |           |
| 4.           | 〈Temptation〉   | DAVINK                        | DAVINK                | 3:27  |           |
| 5.           | 〈수채화〉       | Razer(Strike)                 | Razer(Strike), 홍di   | 3:48  |           |
| 6.           | 〈SHINING★STAR〉 | 원택(1Take), TAK, 에런(ARRAN) | 원택(1Take), TAK      | 3:20  |           |
| 총 재생 시간 | 총 재생 시간     | 총 재생 시간                  | 총 재생 시간          | 17:46 |           |

## 차트
| 차트 (2018)                 | 최고 순위 |
| --------------------------- | --------- |
| 대한민국 (가온 차트 ‘월간’) | 9         |